# WildC.A.T.s (Fernsehserie)
WildC.A.T.s ist eine kanadisch-US-amerikanische Zeichentrickserie von Nelvana und WildStorm Entertainment aus den Jahren 1994 bis 1995. Sie basiert auf der gleichnamigen Comicserie und wurde von Jim Lee, Brandon Choi, Bob Forward und David Wise erdacht und hat 13 Folgen. Die deutsche Erstausstrahlung begann am 18. August 1998 beim Sender RTL 2.

## Veröffentlichung
Die insgesamt 13 Folgen wurden in einer Staffel ausgestrahlt. Die Erstausstrahlung in den USA und Kanada fand ab dem 1. Oktober 1994 bei CBS und YTV statt. Die deutsche Erstausstrahlung fand vom 6. August bis 3. September 1998 bei RTL 2 statt.

## Synchronisation
Die deutsche Synchronfassung entstand bei der Johannisthal Synchron in Berlin.
| Rolle            | Englischer Sprecher |
| ---------------- | ------------------- |
| Dockwell         | Denis Akiyama       |
| Maul             | Paul Mota           |
| Zealot           | Roscoe Handford     |
| Oris (Void)      | Janet-Laine Green   |
| Voodoo           | Ruth Marshall       |
| Marlowe          | Sean McCann         |
| Spada (WarBlade) | Dean McDermott      |
| Grifter          | Colin O’Meara       |
| Spartan          | Rod Wilson          |
| Helspont         | Maurice Dean Wint   |

## Episodenliste
| Folge | Deutscher Titel                  | Originaltitel            | Erstausstrahlung USA | Deutschsprachige Erstausstrahlung (D/A/CH) | Regie     | Drehbuch                           |
| ----- | -------------------------------- | ------------------------ | -------------------- | ------------------------------------------ | --------- | ---------------------------------- |
| 1     | Der Meister der Klinge           | Dark Blade Falling       | 1. Okt. 1994         | 18. Aug. 1998                              | Bob Smith | David Wise                         |
| 2     | Ein Herz aus Stahl               | Heart of Steel           | 8. Okt. 1994         | 19. Aug. 1998                              | Bob Smith | David Wise                         |
| 3     | Zealots Schwestern               | Cry of the Coda          | 15. Okt. 1994        | 20. Aug. 1998                              | Bob Smith | Brooks Wachtel                     |
| 4     | Kampf um die Satelliten          | The Evil Within          | 29. Okt. 1994        | 21. Aug. 1998                              | Bob Smith | Len Uhley                          |
| 5     | Der perfekte Plan                | The Big Takedown         | 12. Nov. 1994        | 24. Aug. 1998                              | Bob Smith | Bob Forward & David Wise           |
| 6     | Grüße aus grauer Vorzeit         | Lives in the Balance     | 19. Nov. 1994        | 25. Aug. 1998                              | Bob Smith | Rich Fogel & Mark Seidenberg       |
| 7     | Der weinende Riese               | Soul of a Giant          | 26. Nov. 1994        | 26. Aug. 1998                              | Bob Smith | Bob Forward & Sean Catherine Derek |
| 8     | Warblades Sieg                   | Betrayed                 | 3. Dez. 1994         | 27. Aug. 1998                              | Bob Smith | Bob Forward & Brooks Wachtel       |
| 9     | Der Auftrag der schwarzen Klinge | Black Razor’s Edge       | 10. Dez. 1994        | 28. Aug. 1998                              | Bob Smith | Bob Forward                        |
| 10    | Die sprechende Kugel             | And Then There Were None | 17. Dez. 1994        | 31. Aug. 1998                              | Bob Smith | Bob Forward                        |
| 11    | Der Raketendiebstahl             | M.V.P                    | 7. Jan. 1995         | 1. Sep. 1998                               | Bob Smith | Bob Forward                        |
| 12    | Die Entscheidung                 | Endgame                  | 14. Jan. 1995        | 2. Sep. 1998                               | Bob Smith | Rich Fogel & Mark Seidenberg       |
| 13    | Die Entscheidung                 | Endgame                  | 21. Jan. 1995        | 3. Sep. 1998                               | Bob Smith | Bob Foward                         |